# Black Eyes
Black Eyes är den tredje EP-skivan från den sydkoreanska musikgruppen T-ara. Den släpptes den 11 november 2011 för digital nedladdning och innehåller 6 låtar. Albumet debuterade på andra plats på Gaon Chart den 19 november 2011. Skivan gavs ut på nytt med titeln Funky Town den 3 januari 2012 innehållande 8 låtar. Den nya versionen nådde första plats på albumlistan den 21 januari 2012.
Den första och enda singeln från Black Eyes var "Cry Cry". Den första singeln från Funky Town var "We Were in Love", en sång som gruppen framförde tillsammans med duon Davichi. Den andra och sista singeln från den nya versionen var "Lovey-Dovey".

## Låtlista

### Black Eyes
| 1. | Cry Cry                           | 3:18 |
| 2. | Goodbye, OK                       | 3:05 |
| 3. | O My God                          | 4:06 |
| 4. | I'm So Bad                        | 3:12 |
| 5. | Cry Cry (Ballad Ver.)             | 3:18 |
| 6. | Cry Cry (Ballad Music Video Ver.) | 3:13 |

### Funky Town
| 1. | Lovey-Dovey                  | 3:35 |
| 2. | We Were in Love              | 3:35 |
| 3. | Love-Dovey (Club Remix Ver.) | 3:47 |
| 4. | Cry Cry                      | 3:18 |
| 5. | Goodbye, OK                  | 3:05 |
| 6. | O My God                     | 4:06 |
| 7. | I'm So Bad                   | 3:12 |
| 8. | Cry Cry (Ballad Ver.)        | 3:19 |

## Listplaceringar
| Lista                 | Topplacering |
| --------------------- | ------------ |
| Sydkorea (Gaon Chart) | 1            |